# 棕色玉螺
棕色玉螺（学名：Polinices fortunei），是异足目玉螺科无脐玉螺属的一种。主要分布于台湾，常栖息在浅海泥底。